# Morro Jable
Morro Jable es una localidad del municipio de Pájara en la isla de Fuerteventura, Canarias, España. En 2018 contaba con 8251 habitantes, lo que le convierte en la localidad más poblada del municipio. Es uno de los principales centros turísticos de la isla.

## Situación
Se encuentra en la costa oriental (Sotavento) de la península de Jandía, aproximadamente a medio camino entre el istmo de la Pared y la Punta de Jandía, a una distancia de 54 km al sur de la capital municipal de Pájara.

## Etimología
El nombre de la localidad fue dado por los conquistadores normandos en el siglo XV y hace referencia al promontorio o morro a cuyos pies nació la aldea de pescadores y jable es la deformación de sable, arena en francés, en referencia a los abundantes arenales que la rodean.

## Historia
Las primeras familias que se asientan en la zona no llegan hasta principio del siglo XX, en su mayoría dedicadas a la pesca, la agricultura, la ganadería y la extracción y quema de cal. Años más tarde, toma especial relevancia en la economía de la comarca la explotación salinera. En el año 1950 fue construida la primera iglesia del pueblo, la cual era utilizada como escuela desde 1951 con la llegada de la primera maestra.
En el desarrollo económico de toda la comarca es fundamental la figura de Gustav Winter, ingeniero alemán que compró toda la península de Jandía a los Marqueses de Lanzarote. De esta manera se convierte en promotor del desarrollo ganadero y agrícola de toda la península y posteriormente, en los años 1960 promueve el turismo. En 1966 se inaugura el primer hotel de la zona.

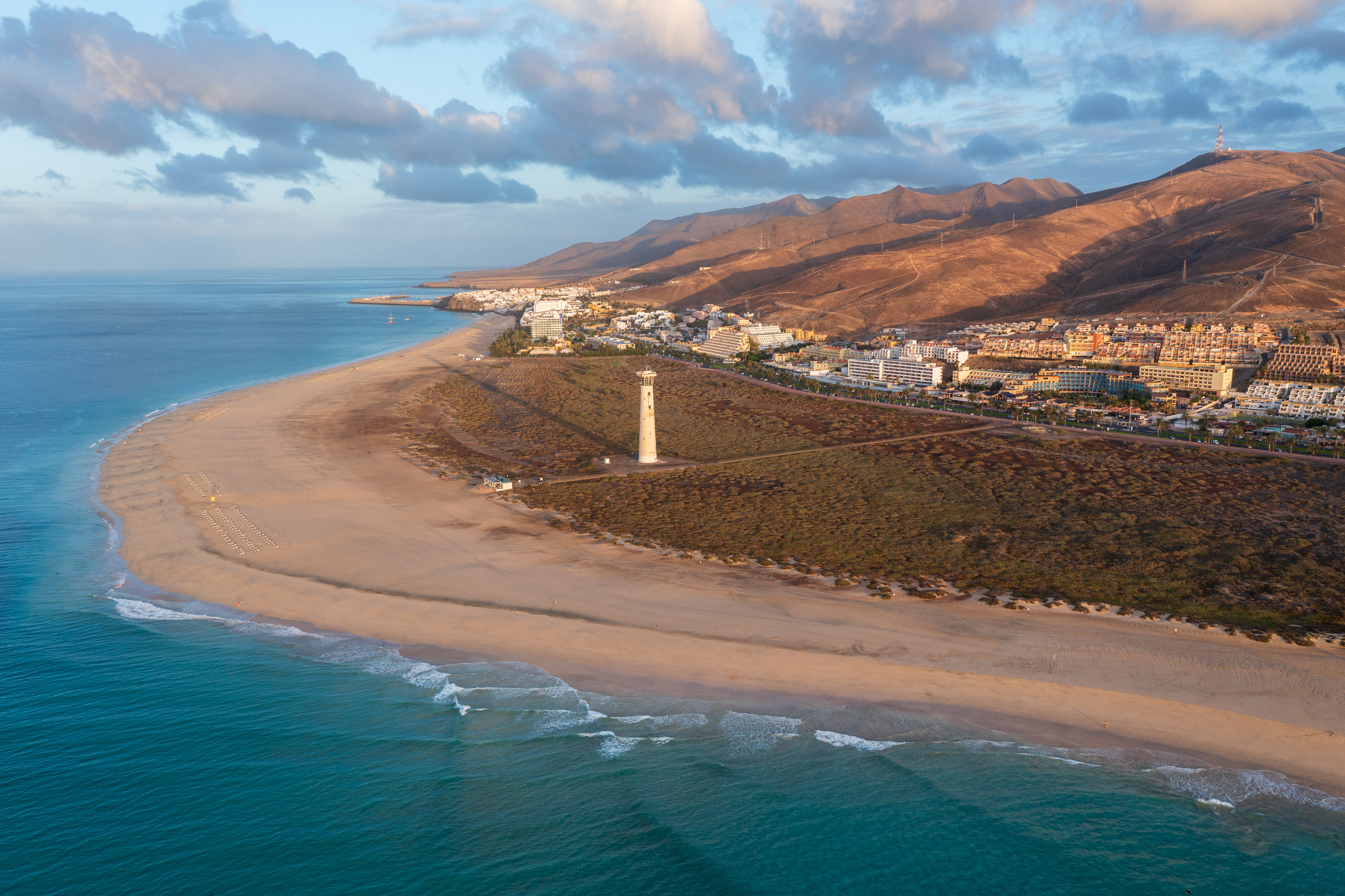
Vista aérea del Faro de Morro Jable en la punta del Matorral con Morro Jable al fondo.

Desde entonces no ha dejado de crecer como zona netamente turística que se extiende a lo largo de su avenida principal, donde se concentran el mayor número de hoteles y establecimientos turísticos, así como la mayor parte de la oferta de ocio nocturno, restauración y compras, alargándose hasta confundirse con la vecina localidad igualmente turística, denominada Solana Matorral.

## Playas
Junto al pueblo se extiende una playa conocida como Morro Jable o del Matorral. Es de arena dorada de 4325 metros y una anchura de 60 metros. Sus aguas tranquilas y cristalinas la convierten en el principal atractivo turístico de la zona.
Al sur del muelle se encuentra la más modesta playa de las Coloradas de 230 metros y arena oscura con bolos.

## Puerto de Morro Jable

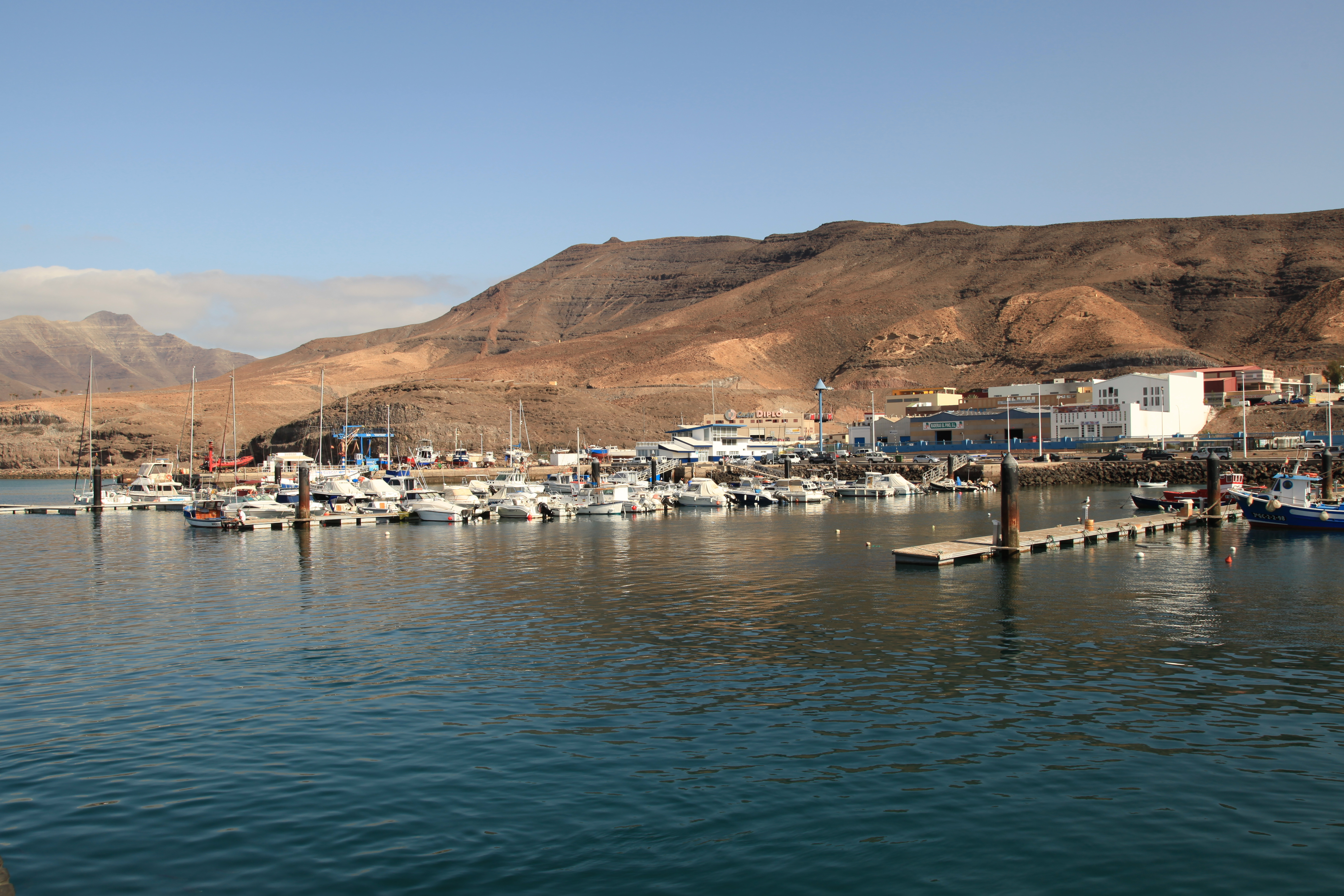
Puerto de Morro Jable

Es un puerto de titularidad autonómica. Cuenta con 290 amarres disponibles. Con cinco metros de calado, permite barcos de hasta 35 metros de eslora. Dos navieras conectan Gran Canaria y Fuerteventura por ferry desde este puerto.